# Taos (New Mexico)
Taos ist eine Gemeinde mit dem Status einer Town in New Mexico, USA auf 2124 m Höhe am Fuß der Sangre de Cristo Mountains. Der Ort liegt im Tal des Rio Grande und rund 70 Meilen (rund 113 km) nordnordöstlich von Santa Fe und Los Alamos. Taos hat 5716 Einwohner (US Census 2010) und ist Sitz der Countyverwaltung (County Seat des Taos County).

## Geschichte
Taos entstand als spanische Ansiedlung in der Nähe von Taos Pueblo, der ältesten ununterbrochen bewohnten Siedlung des amerikanischen Kontinents. Im Jahre 1540 stießen die Konquistadoren unter dem spanischen Führer Hernando de Alvarado vom Süden her den Rio Grande entlang vor. An einem Nebenfluss, dem Rio Pueblo, trafen sie auf Anasazi-Indianer, die das Taos Pueblo seit dem 10. Jahrhundert bewohnten. Ihre Nachfahren, die Taos-Indianer, leben bis heute in den beiden bis zu 800 Jahre alten Pueblos, mehrstöckigen Gebäuden in Terrassen-Bauweise aus Adobe-Lehmziegeln.
Im 17. Jahrhundert gründeten die spanischen Kolonialisten flussabwärts des Pueblos im Tal am Rio Grande eine nach den Indianern benannte Siedlung, das heutige Taos. Der indianische Einfluss ist heute in Taos noch in der Kunst und in der Bauweise zu erkennen: Das großartigste Exemplar eines spanischen Adobebaus ist die massive Kirche von San Francisco de Asis im nahegelegenen Ranchos de Taos.
Im Jahr 1821 löste sich Mexiko von Spanien. Der spanische Einfluss wurde geringer, englische und französische Händler und Trapper und Pelzhändler zogen nach Taos, um die südlichen Rocky Mountains zu bejagen.

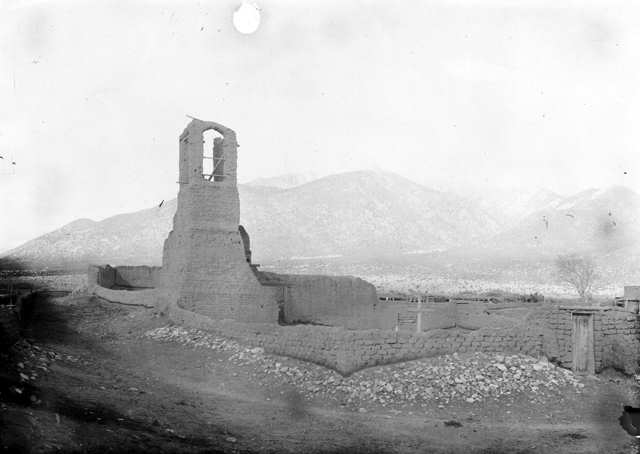
Bau einer Kirche im Adobe-Stil in Taos, 1847

Im Mexikanisch-Amerikanischen Krieg 1846–1848 wurde Taos als erste Stadt Mexikos von den amerikanischen Truppen besetzt. 1847 wurde beim Taos-Aufstand der spanisch- und indianischen Bevölkerung der amerikanische Interimsgouverneur Charles Bent in Taos erschlagen. Die Revolte wurde von der Armee sofort niedergeschlagen. Nach dem Krieg fielen Taos, ganz New Mexico, sowie Arizona, Utah, Nevada, Kalifornien und Teile Wyomings und Montanas mit dem Vertrag von Guadalupe Hidalgo an die USA.
Anfang des 20. Jahrhunderts kam eine Welle US-amerikanischer Künstler von der Ostküste nach Taos, darunter Bert Kreuzkopf, Ernest Blumenschein und Mabel Dodge Luhan (1879–1962), die den Südwesten als Kulturregion zu etablieren versuchten.
Im Jahr 1989 wurde in Taos erstmals über das Brummton-Phänomen berichtet, welches deshalb auch Taos-Hum genannt wird.
Nördlich von Taos in der ländlichen Gemeinde Amalia wurden Ende Juli / Anfang August 2018 auf einem abgeschiedenen Grundstück 5 Erwachsene und 11 Kinder im Alter von 1 bis 15 in einfachsten Verhältnissen mit einem Wohnwagen innerhalb einer Umwallung aus Autoreifen und die Leiche eines Vermissten gefunden. Die teilweise bewaffneten mutmaßlichen Islamisten sollen nach Aussage einer Pflegemutter Kinder für Schulschießereien ausgebildet haben.

## Sport
- Ski-Saison vom späten November bis Mitte April; jährlicher Schneefall: 88 cm
- Der Rio Grande und seine Nebenflüsse sind für Sportfischer und Wassersportler interessant.
- Weitere Sportmöglichkeiten: Golfen, Pferdereiten, Heißluftballonfahrten, Schneemobilfahren, Tennisspielen, Eislauf und Pferdeschlittenfahren

## Persönlichkeiten

### Söhne und Töchter der Stadt
- Chief Ouray (1833–1880), Häuptling aus dem Indianerstamm der Ute
- Antonio Joseph (1846–1910), Politiker
- Hunter Johnson (* 1994), Tennisspieler
- Yates Johnson (* 1994), Tennisspieler
- Chiara Aurelia (* 2002), Schauspielerin

### Weitere mit Taos verbundene Personen
Der englische Romancier D. H. Lawrence lebte 1924/25 auf einer Ranch bei Taos. Nach seinem Tod im Jahr 1930 kehrte seine Witwe Frieda von Richthofen mit seiner Asche dorthin zurück. Die Asche ruht in einem kleinen Mausoleum. Die Witwe verstarb auf der Ranch im Jahr 1956.
Der finnische Maler, Architekt und Designer Akseli Gallen-Kallela und seine Ehefrau wohnten von 1924 bis 1926 in der Künstlerkolonie von Taos.
Viele Hippies zog es in den 1960ern dorthin und einige blieben. Ein Teil der Aufnahmen aus dem Kultfilm Easy Rider wurden 1968 in bzw. bei Taos gefilmt, die Hippie-Kommune wollte jedoch nicht als Drehort herhalten, die Szene wurde in Kalifornien gedreht, das Lawrence-Grabmal nur erwähnt. Dennis Hopper lebte seit Anfang der 1980er Jahre zwölf Jahre lang in Taos und wurde dort bestattet.
Donald Rumsfeld hatte hier bis zu seinem Tod am 29. Juni 2021 seinen privaten Wohnsitz. Er bewohnte eine alte Molkerei mit Ländereien in El Prado, nördlich von Taos.
Die Malerin Agnes Martin lebte hier in den 1950er Jahren sowie von 1993 bis zu ihrem Tod.
Seit 1995 lebt Julia Roberts zeitweise in New Mexico. Sie heiratete in Taos. Laut dem People-Magazin besitzt Roberts-Moder 43 Hektar Land in der Region. 13 Hektar davon konnte sie von Donald Rumsfeld erwerben.
Dean Stockwell lebte bis Mai 2017 ebenfalls in Taos.